# Софроний Зъхненски
Софроний Серски (на сръбски: Софроније Зихненски; на гръцки: Σωφρόνιος Ζιχνών) е православен духовник, зъхненски митрополит във втората половина на XIV век.

## Биография
Подписът на Софроний Зъхненски стои на актове от март и април 1355 година, когато Зъхна е в Сръбското царство. Подписите му са на гръцки. Според епископ Сава Шумадийски Софроний е сърбин. Според Георгий Острогорски вероятно е грък, макар и да са известни случаи сръбски духовници да са се подписвали на гръцки.